# Badia de Pollença
Badia de Pollença är en vik på norra Mallorca i regionen Balearerna i Spanien. Formentor fyr vägleder fartygstrafik in i viken.